# Marie-Josèphe Mitterrand
Marie-Josèphe, Adrienne Mitterrand, née le 24 mars 1912 à Jarnac et décédée le 1er juin 1997 à Salles-d'Angles, est une peintre, illustratrice, graveuse et sérigraphiste française. Elle s’essaye également au roman et à la poésie. 
Elle utilise le pseudonyme de Marie Terrand.

## Famille
Née de Joseph Mitterrand et de Yvonne Lorrain, elle est la seconde d’une fratrie de huit enfants dont fait partie le président François Mitterrand.
Elle épouse le marquis Charles de Corlieu, dont elle divorce plus tard. 
De cette union, elle aura deux filles : Anne de Corlieu en 1937 et Françoise de Corlieu (1939-1939).
Elle vit pendant l'Occupation avec Jean Bouvyer, libéré de prison à l'arrivée des Allemands à Paris.
Elle se marie le 14 avril 1955 au metteur en scène Jean Wegman.